# Didier Cuche
Vous lisez un « bon article » labellisé en 2013.
Pour les articles homonymes, voir Cuche.
Didier Cuche, né le 16 août 1974 au Pâquier dans le canton de Neuchâtel, est un skieur alpin suisse dont la carrière sportive s'est étendue de 1993 à 2012 au niveau international. Il s'est illustré dans les disciplines de descente, de super-G et de slalom géant. Cuche fait ses débuts en Coupe du monde en 1993 et il remporte sa première épreuve en 1998. Au cours de sa carrière, il remporte une médaille d'argent en super-G aux Jeux olympiques de 1998, une médaille de bronze en géant aux Championnats du monde 2007, une médaille d'or en super-G et une médaille d'argent en descente aux Championnats du monde 2009 ainsi qu'une médaille d'argent en descente aux Championnats du monde 2011.
En Coupe du monde, Didier Cuche a couru pendant 17 saisons et a pris le départ de 369 courses. Il a obtenu 21 victoires et 67 podiums. Il totalise quatre globes de cristal en descente, un en super-G et un en géant et son meilleur résultat au classement général est un deuxième rang obtenu en 2011. Il détient le record du nombre de victoires dans la célèbre descente de Kitzbühel, en Autriche, grâce à ses cinq succès sur la Streif entre 1998 et 2012. Il est également le plus vieux champion du monde de l'histoire à 34 ans et le plus vieux vainqueur en Coupe du monde à 37 ans.
Didier Cuche est connu pour son « ski-flip » : dans les aires d'arrivée, il déchausse son ski droit en le lançant pour le faire tourbillonner en l'air avant de le rattraper d'une main, de le brandir de face devant lui et de l'embrasser après chaque bon résultat. C'est un sportif très populaire et apprécié en Suisse et dans le monde du ski alpin, qui a participé également à quelques courses en endurance automobile. Le public l'a élu sportif suisse de l'année en 2009 et en 2011 et Suisse de l'année 2011.

## Biographie

### Premières années
Né au Pâquier dans le canton de Neuchâtel le 16 août 1974, Didier Cuche grandit dans la station des Bugnenets. Il est le plus jeune des trois fils de Marlise et Francis Cuche. Il commence tôt le ski, dans la station fondée notamment par son grand-père. Après avoir effectué son école primaire au Pâquier et son école secondaire à Cernier, il commence un apprentissage de boucher tout en continuant le ski. C'est au début des années 1990 que Didier Cuche rencontre pour la première fois Patrice Morisod, qui deviendra son entraîneur.

### Carrière sportive

#### Débuts et premiers succès (1993-1998)

##### Débuts
En mars 1993, Didier Cuche participe aux Championnats du monde juniors pour la seule fois de sa carrière à Montecampione, en Italie. Il termine au 35e rang de l'épreuve de super-G et au 12e rang de la descente, mettant en avant ses qualités dans les disciplines de vitesse. Il se casse ensuite le fémur et ne skie pas pendant cinq mois. Au printemps, Swiss ski décide de l'intégrer dans les cadres B de l'équipe nationale. Cuche arrête alors son métier de boucher pour se consacrer au ski. Le 19 décembre 1993, il participe à sa première épreuve de Coupe du monde à Bormio, en Italie, où il termine 57e de la descente. Pendant la saison 1994-1995, il poursuit son apprentissage du haut niveau en Coupe d'Europe et dans les compétitions nationales, et termine notamment au deuxième rang du slalom géant des Championnats suisse junior en février 1995.
Le 16 décembre 1995, il participe à sa deuxième épreuve de Coupe du monde à la descente de Val Gardena, en Italie, où il entre pour la première fois dans les points grâce à une 21e place, performance confirmée lors de la descente de Bormio le 29 décembre avec une 26e place. Il prend part entre janvier et février 1996 à plusieurs descentes de Coupe du monde telles que celles de Kitzbühel en Autriche, où il finit 22e, Veysonnaz en Suisse, où il est deux fois 41e, et Garmisch-Partenkirchen en Allemagne, où il prend le 24e rang. Il participe également au super-G de Garmisch-Partenkirchen, où il ne finit pas la course, et à celui de Happo One, au Japon, où il est 21e en mars. Il entre dans les cadres A de l'équipe nationale au printemps. Le 16 septembre 1996, lors d'un camp d'entraînement en Australie, Cuche se casse le tibia et le péroné de la jambe gauche. Il manque toute la saison 1996-1997.

##### Victoire à Kitzbühel et médaille olympique
Didier Cuche revient lors de la saison 1997-1998 avec de grandes ambitions. En Coupe du monde, il s'aligne sur les onze descentes et les cinq super-G de la saison, ainsi que sur un slalom, un slalom géant et un combiné. Il se place entre la septième et la quinzième place lors des neuf premières courses de la saison. Alors qu'il n'est encore jamais monté sur un podium aux Championnats de Suisse ni en Coupe d'Europe, Cuche obtient sa première victoire en Coupe du monde le 23 janvier 1998 à Kitzbühel, en Autriche, lors de la descente. Dans une course en deux manches raccourcie à cause du manque de neige, il s'impose avec respectivement 14 et 32 centièmes de seconde d'avance sur les Français Nicolas Burtin et Jean-Luc Crétier après avoir gagné la première manche. Il s'agit du premier sportif suisse dans les cinq meilleurs de cette discipline depuis le début de la saison et de la première victoire suisse en descente depuis 1996, et c'est le premier Neuchâtelois de l'histoire à remporter une course de Coupe du monde. Le lendemain, Cuche est deuxième de la seconde descente de Kitzbühel, à 14 centièmes de l'Italien Kristian Ghedina. Après ces deux courses, il annonce que « jamais [il] n'aurait cru en venant ici repartir avec deux podiums ». Il ne se qualifie pas pour la seconde manche du slalom, mais obtient la sixième place du combiné.
Après une 24e et une 19e places à Garmisch-Partenkirchen, il participe à la descente et au super-G des Jeux olympiques de Nagano, au Japon. À Hakuba, il réalise le meilleur temps de la seconde manche d'entraînement de la descente, ce qui le place parmi les favoris. Le 13 février, après plusieurs reports de la course dus au mauvais temps, Cuche termine huitième de la descente à 80 centièmes de Jean-Luc Crétier. Le super-G est également reporté à trois reprises, mais se déroule dans de bonnes conditions le 16 février. Onzième après 39 secondes de course, Didier Cuche est le plus rapide à la fin du parcours. Il remporte la médaille d'argent en terminant à 61 centièmes de l'Autrichien Hermann Maier et à égalité avec l'autre Autrichien Hans Knauß. Cette médaille est alors une surprise, puisque son meilleur résultat en Coupe du monde dans un super-G était une 7e place, obtenue en décembre à Beaver Creek aux États-Unis. Il déclare après la course : « J'ai pris tous les risques, attaqué à fond et je suis parvenu à ne pas commettre de fautes ».
Après les Jeux, Cuche obtient des bons résultats en Coupe du monde puisqu'il est cinquième de la descente et troisième du super-G à Kvitfjell en Norvège, puis deuxième de la descente de Crans-Montana en Suisse, avant de terminer par une 21e place au slalom géant dans la même station. Aux classements de la Coupe du monde, il est 8e du général avec 627 points, 4e et meilleur Suisse en descente, 6e et meilleur Suisse en super-G et 11e en combiné. Il termine sa saison en remportant ses deux premiers titres de champion de Suisse, en descente et en super-G à Obersaxen.

#### Succès, blessures et doutes (1999-2006)

##### Perte de vitesse
Pendant la saison 1998-1999, Didier Cuche dispute les descentes, les super-G, les géants et les combinés pour un total de 26 courses en Coupe du monde. Il commence sa saison par des résultats mitigés. En effet, son meilleur résultat en neuf courses est une 11e place au super-G d'Aspen, aux États-Unis. Sa première place parmi les 10 meilleurs est obtenue lors de la descente de Bormio, où il est neuvième, avant un dixième rang au super-G de Schladming en Autriche. À Wengen, en Suisse, il est 17e de la descente et 7e du combiné alors qu'il termine 8e et 16e des descentes et 5e du combiné de Kitzbühel.
En février 1999, il prend part à ses premiers championnats du monde, à Vail aux États-Unis. Il est 8e du super-G et 14e de la descente. Il a des meilleurs résultats à Kvitfjell, où il est 7e et 6e des descentes et 4e du super-G derrière trois Autrichiens à 10 centièmes du troisième. Il termine par être 22e, 20e et 15e à Sierra Nevada, en Espagne. Après cette saison sans podium, Cuche est 15e du classement général de la Coupe du monde avec 436 points, et notamment meilleur Suisse en descente et en combiné où il est respectivement 13e et 4e. Il est 2e de la descente et 11e du slalom géant aux Championnats suisses.
Didier Cuche commence sa saison 1999-2000 par une 9e place au slalom géant de Tignes en France, avant plusieurs résultats entre la 11e et la 30e place. Il se place à nouveau bien en géant : il est 5e à celui d'Alta Badia en Italie 9e à celui de Saalbach-Hinterglemm en Autriche. Ces résultats en descente et en super-G depuis le début de la saison sont « en dessous des espérances » de Didier Cuche, mais il ne veut pas se mettre trop de pression pour la suite. À Chamonix, en France, il est 13e de la descente et 15e du combiné avant une 8e place à la descente de Wengen. Cuche monte sur le podium pour la première fois de la saison à Kitzbühel en étant troisième du super-G à un centième du deuxième, l'Autrichien Werner Franz. Il obtient des bons résultats à Sankt Anton en Autriche où il est deuxième et cinquième des super-G, puis à nouveau à Kvitfjell où il est deuxième et cinquième des descentes. Il termine par des résultats au-delà du Top 10 à Kranjska Gora en Slovénie et à Hinterstoder en Autriche, ainsi qu'aux finales de la Coupe du monde à Bormio. Avec trois podiums pendant la saison, il est 12e et meilleur Suisse au classement général de la Coupe du monde avec 696 points. Il est aussi le meilleur Suisse en descente, où il est 11e, et en super-G, où il est 9e. Cuche est vice-champion suisse de la descente et 5e du super-G aux Championnats suisses.
Didier Cuche commence sa saison 2000-2001 par une 7e place au slalom géant de Sölden en Autriche. À Lake Louise, il est 9e de la descente et 7e du super-G. Il obtient de moins bons résultats à Vail. Cuche est notamment 5e à une des descentes de Val-d'Isère en France. Trois slaloms géants sont ensuite au programme ; il est éliminé après la première manche à Bormio, est 14e aux Arcs en France et 8e à Adelboden en Suisse. À Kitzbühel, il est 7e du super-G et 14e de la descente avant deux bons résultats à Garmisch-Partenkirchen où il est 5e de la descente et monte sur le podium pour la seule fois de la saison grâce à une 3e place en super-G.
Cuche participe aux Championnats du monde 2001, à Sankt Anton en Autriche. Il est cinquième du super-G, à 49 centièmes du vainqueur américain Daron Rahlves, un résultat qui « ne [le] ravit pas mais qui ne [le] déçoit pas non plus » et qu'il prend comme une motivation pour la suite. Dans la descente, il est à 60 centièmes du meilleur temps au dernier intermédiaire, puis percute un piquet et chute. Son but était une médaille et il est déçu. Cet accident ne le blesse pas et il prend part au slalom géant. Alors qu'il est « bien dans le coup », il commet une grosse faute et termine au 16e rang à 3 secondes et 86 centièmes du vainqueur, son compatriote Michael von Grünigen. Cuche considère ces Championnats comme « ratés ».
De retour en Coupe du monde à Kvitfjell, il est 12e et 21e des descentes et 9e du super-G, avant de terminer par une 16e place en descente et une 19e place en slalom géant aux finales d'Åre. Il est 10e avec 473 points au classement général de la Coupe du monde, et notamment 6e et meilleur Suisse en super-G. Aux Championnats suisses, il est 8e en descente, 9e en super-G et 16e en slalom géant.

##### Bons résultats en super-G
À partir de la saison saison 2001-2002, Didier Cuche engage Florian Lorimier comme préparateur physique personnel. Cette collaboration permettra de développer une méthodologie d'entraînement innovante utilisée jusqu'à la fin de la carrière de Didier. Cette nouvelle saison commence par un 17e rang au slalom géant de Sölden. À Val d'Isère, il est deuxième du super-G à 4 centièmes de l'Autrichien Stephan Eberharter, 6e de la descente et 7e du slalom géant. Il est ensuite 8e et 12e aux descentes de Val Gardena, puis 6e à Alta Badia et 4e et 3e à Kranjska Gora en slalom géant. Après des moins bons résultats à Bormio, il remporte le premier slalom géant de sa carrière à Adelboden : déjà premier avec plus d'une seconde d'avance après la première manche, il termine la seconde manche avec une avance exceptionnelle d'une seconde et quinze centièmes sur le deuxième, le Français Frédéric Covili. C'est à l'arrivée de cette course qu'il réalise pour la première fois, par hasard, son célèbre « ski-flip » : il déchausse son ski droit en le lançant tourbillonner en l'air, le rattrape d'une main en position verticale et le brandit de face devant lui avant de l'embrasser. Ce geste devient sa « signature », qu'il réalise depuis après chaque bon résultat,. Il est 22e à la descente de Wengen, puis 3e en super-G et 6e en descente à Kitzbühel. À Garmisch-Partenkirchen, il est deuxième lors des deux super-G, une fois avec 50 centièmes de retard sur l'Autrichien Fritz Strobl et une fois avec seulement deux centièmes de retard sur Stephan Eberharter. Il est 52e de la descente et 2e du slalom géant à Saint-Moritz en Suisse.
Cuche prend part en février aux Jeux olympiques de Salt Lake City aux États-Unis. Il commence par un 14e rang en descente. Il déclare qu'il se « sentait bien sur le tracé, [il] avait l'impression de bien skier, mais ça ne marche pas pour [lui] » et qu'il doit « oublier » cette course. Lors du super-G, Cuche est premier avec 33 centièmes d'avance sur le deuxième au dernier temps intermédiaire. En entrant dans le mur final, il prend « tous les risques », mais a une trajectoire trop basse et manque une porte, ce qui le disqualifie. Il trouve ce résultat « injuste » comparé au reste de sa saison. Il est ensuite 10e du slalom géant, un résultat qu'il a « du mal à supporter ».
Après ces Jeux ratés, il est 8e en descente et 10e en super-G à Kvitfjell. Aux finales de la Coupe du monde ayant lieu à Altenmarkt en Autriche, il est 13e de la descente avant de remporter le premier super-G de sa carrière. Cuche pense qu'il a « mérité cette victoire après [ses] trois places de deuxième cette saison dans la discipline, et après la poisse des Jeux ». Il est aussi 6e du slalom géant. À la fin de cette saison au cours de laquelle il a obtenu huit podiums dont deux victoires, Cuche est troisième du classement général de la Coupe du monde avec 1064 points derrière le Norvégien Kjetil André Aamodt, qui a 1096 points, et Stephan Eberharter, qui a 1702 points. Il est notamment 2e en super-G avec 426 points derrière Eberharter, qui a 470 points, et 4e en slalom géant avec 420 points à deux points d'Eberharter, troisième. Cuche est champion suisse de slalom géant à la fin de la saison.
En 2002, il commence la saison par une 8e place au slalom géant de Sölden et une 7e place à celui de Park City aux États-Unis. À Lake Louise, il est 22e de la descente et monte pour la première fois de la saison sur le podium grâce au 3e rang du super-G. À Beaver Creek, il est 5e de la descente et remporte le deuxième super-G de sa carrière en Coupe du monde. Cuche obtient ensuite des moins bons résultats lors des sept courses suivantes, puisqu'il ne fait pas mieux que 12e. Il a une 5e place à la seconde descente de Bormio. À Aldenboden, il est premier après la première manche du slalom géant avec 32 centièmes d'avance sur l'Autrichien Benjamin Raich. Quelques secondes après le départ en seconde manche, il manque une porte et est éliminé. Il déclare que « ça fait quand même mal de pas gagner alors [qu'il] était si près ». Il est 17e et 26e des descentes de Wengen avant d'obtenir une deuxième place à celle de Kitzbühel, à cinq centièmes de l'Américain Daron Rahlves. Il est aussi 6e du super-G.
Cuche participe ensuite aux Championnats du monde 2003, à Saint-Moritz dans son pays. Il commence ces Championnats par une 11e place au super-G. Lors de la descente, dont il réalise le meilleur temps au dernier entraînement, il commet une grosse faute après environ 50 secondes et négocie mal un saut. Il est quatrième à 16 centièmes du troisième, son compatriote Bruno Kernen. Il termine par une 12e place au slalom géant. Déçu de ces Mondiaux, il déclare qu'il « méritait sans doute mieux » mais qu'il doit accepter de rentrer sans médaille.
Après ces Championnats, il est deuxième de la descente de Garmisch-Partenkirchen à une seconde et sept centièmes de l'Autrichien Stephan Eberharter. Il est 14e du super-G dans la même station, puis est 13e du slalom géant de Yongpyong en Corée du Sud. Aux finales de Lillehammer, il termine par une 12e place en descente, une 8e place en super-G et une 16e place en slalom géant. Au classement général de la Coupe du monde, il est cinquième et meilleur Suisse avec 709 points. Alors qu'il était premier du classement du super-G avant les Championnats du monde, il termine sa saison au troisième rang de la discipline avec 270 points derrière Stephan Eberharter, qui a 356 points, et le Liechtensteinois Marco Büchel, qui a 280 points. Il est 9e en descente et 20e après ses résultats assez mauvais en slalom géant. À la fin de la saison, il est vice-champion suisse descente et champion suisse de Super-G.

##### Résultats mitigés, blessure et retour difficile
Au début de la saison 2003-2004, Didier Cuche est 14e au slalom géant de Sölden. Lors d'un entraînement au Canada, il chute lors d'un slalom géant et se blesse légèrement à l'omoplate. Il ne fait pas mieux que 20e en descente et en super-G à Lake Louise, puis aux descentes de Vail. Il est ensuite 5e du super-G de Vail. Il termine 7e du slalom géant d'Alta Badia et du super-G de Val Gardena, et 13e de la descente au même endroit. Cuche ne fait pas partie des neuf meilleurs lors des quatre courses suivantes. À Kitzbühel, il est 17e et 7e des descentes, 8e du super-G et 15e du combiné. Après que les coureurs suisses ont repris leur ancien équipement car ils estimaient que les nouvelles combinaisons étaient la cause de leurs mauvaises performances, Cuche monte pour la première fois de la saison sur le podium à Garmisch-Partenkirchen où il obtient la victoire en descente. C'est la première victoire suisse de la saison et la cinquième victoire de sa carrière. Heureux, il estime que sa « saison débute maintenant ». Il est aussi 9e de la deuxième descente et 6e du super-G. Cuche se classe entre 8e et 17e à Adelboden, à Sankt Anton et à Kvitfjell. Il termine sa saison de Coupe du monde par un 12e rang en descente et un 6e rang en super-G à Sestrières en Italie. Il est 13e du classement général avec 647 points. Aux Championnats suisses, il est 2e en super-G et 4e en slalom géant aux Crosets.
Didier Cuche commence sa saison 2004-2005 par une 9e place au slalom géant de Sölden. Il est ensuite 6e en descente et 36e en super-G à Lake Louise. À Beaver Creek, il est 19e en super-G et 5e en descente. Il est 11e en descente et 9e en slalom géant à Val d'Isère, puis 6e du super-G et 22e en descente à Val d'Isère. Il est dans le Top 3 pour la première fois de la saison au slalom géant d'Alta Badia ; il termine troisième à égalité avec l'Autrichien Hermann Maier et derrière le Canadien Thomas Grandi et l'Autrichien Benjamin Raich. Deux jours plus tard au slalom géant de Flachau, Cuche est premier après la première manche avec 43 centièmes d'avance sur Thomas Grandi. Après la deuxième manche dans lequel il subit un manque de visibilité, il est deuxième à 17 centièmes de Grandi. Content de cette deuxième place, il estime que son « ski est bon », que « la tête va mieux » et qu'il « réfléchit à moins de détails ». Il est 7e de la descente de Bormio. Le 4 janvier 2005, lors d'un entraînement à Adelboden en vue du géant, il chute en passant une porte dans le mur final. Il se déchire le ligament croisé, ce qui l'oblige à arrêter sa saison. Il relativise en disant que c'est « un petit moment dans une petite vie » se réjouit de revenir et estime qu'il a « encore quatre ou cinq belles années devant [lui] et [il] veut prouver [qu'il] peut revenir au niveau qui était le [sien] ». Il est opéré avec succès deux semaines plus tard à Lausanne.
Didier Cuche a demandé à Serge-Alain Simasotchi de réaliser un film documentaire sur lui sur la préparation des compétitions et les coulisses de la Coupe du monde. Après sa blessure, ils décident de filmer la rééducation de Cuche et son difficile retour en compétition. Intitulé « Le doute », le film est diffusé en avant-première à Lausanne le 7 mars 2007, et il passe sur la chaîne de télévision romande TSR2 le 9 mars 2007.
Cuche skie pour la première fois depuis sa blessure le 26 juillet 2005. Il a très mal, mais ressent déjà moins de douleurs le lendemain. Son retour en Coupe du monde a lieu au slalom géant de Sölden, où une place dans le Top 20 serait pour lui une « petite victoire ». Septième après la première manche, il est 23e au total. Il dit qu'il « avait pris conscience de ce [qu'il] avait perdu avec [sa] blessure » et qu'il est très déçu. 19e et 20e à Lake Louise, il trouve qu'il n'est « pas loin des meilleurs », mais c'est encore « loin de ses attentes ». À Beaver Creek, il enfourche une porte dans le super-G et est éliminé dans des mauvaises conditions climatiques. Il est 9e de la descente et 19e du slalom géant. À Val d'Isère, alors qu'il ressent encore des douleurs à son genou droit onze mois après sa blessure, il est 23e de la descente. « Rongé par le doute » après une 13e et une 32e place à Val Gardena, il est 9e au slalom géant d'Alta Badia. Il déclare qu'il n'est « finalement pas très loin des meilleurs » et que cela lui « fait du bien moralement ». À Kranjska Gora, il sort de la piste après six portes alors qu'il a mal et est éliminé pendant la première manche du slalom géant. À cause d'une inflammation apparue après sa 21e place au géant d'Adelboden, il ne participe pas à la descente de Wengen. Il préfère récupérer avant de reprendre la compétition. À Kitzbühel, il est éliminé du super-G et est 10e de la descente. Pour se préparer avant les courses de Garmisch, Cuche participe à deux courses de Coupe d'Europe à Châtel, en France. Il est 11e et 2e des super-G et a un bilan positif. Il est 20e en descente et 19e en super-G à Garmisch. Il se rend compte que son « retour est plus ardu que ce [qu'il] voulait bien imaginer », mais pense qu'il n'est « pas largué ».
Didier Cuche participe ensuite aux Jeux olympiques de Turin, en Italie. Alors que Bruno Kernen, Ambrosi Hoffmann et Didier Défago ont été choisis pour participer à la descente, Didier Cuche et Tobias Grünenfelder sont en concurrence pour la quatrième place suisse. Lors du deuxième entraînement, Grünenfelder est 20e et Cuche 25e. Cuche ne participe donc pas à la descente. À nouveau opposé à Grünenfelder pour le super-G, Cuche est cette fois meilleur que le Glaronais lors d'un entraînement à Veysonnaz, en Suisse. Cuche est 12e du super-G. Il estime que sa « performance n'est pas mauvaise, mais c'est léger, ça ne suffit pas » et est confiant pour le slalom géant. Il n'est que 19e du slalom géant, ce qui le déçoit. Il regarde vers les Jeux de 2010, mais annonce qu'il veut aller jusque-là uniquement si ses résultats s'améliorent.
En Coupe du monde, Cuche n'est que 25e et 26e en super-G à Yongpyong. Il termine sa saison à Åre, où il est 8e de la descente. Alors qu'il n'est pas loin des meilleurs dans la première manche dans le slalom géant, il manque une porte et est éliminé. Il n'est que 34e avec 240 points au classement général de la Coupe du monde. Aux Championnats suisses à Saint-Moritz, il est champion suisse de descente pour la deuxième fois après 1998. C'est une victoire « très importante » après une « saison gâchée ». Il est ensuite 2e en super-G et 4e en slalom géant.

#### Révélation (2007-2012)

##### Deux premiers globes de descente
Après l'annulation du slalom géant de Sölden à cause du mauvais temps, Didier Cuche commence bien sa saison à Lake Louise, le 25 novembre 2006. Il est 5e en descente à 31 centièmes du podium, et 9e en super-G. Cela lui fait plaisir de « skier sans douleur et d'être à nouveau dans le coup », presque deux ans après sa blessure. Il est ensuite deuxième de la descente de Beaver Creek à 15 centièmes de l'Américain Bode Miller. Il s'agit de son premier podium depuis le slalom géant de Flachau en décembre 2004. Il déclare que « tout va dix fois plus facile » que lors de la saison précédente et que « l'ancien Cuche est de retour ». Il est aussi 4e du slalom géant. À Val Gardena, il est 4e du super-G à cinq centièmes du podium et deuxième de la descente à deux centièmes de l'Américain Steven Nyman. Après ça, Cuche est 9e du slalom géant d'Alta Badia et 9e en super-G et 14e en slalom géant à Hinterstoder. À Bormio, il est deuxième en descente pour la troisième fois de la saison, à seulement un centième de l'Autrichien Michael Walchhofer. Il prend la deuxième place du classement général de la Coupe du monde. Cuche déclare qu'il devient le « Poulidor du ski » et que « ça commence à faire mal de passer à côté de victoires pour si peu ». Le lendemain, il est 5e de la deuxième descente de Bormio. Après une 7e place au slalom géant d'Adelboden, il est à nouveau deuxième en descente à Wengen avec 65 centièmes de retard sur Bode Miller. À ce moment-là, Cuche est premier du classement de la descente en Coupe du monde. Il est 10e à celle de Val d'Isère.
Cuche prend part aux Championnats du monde 2007, à Åre. Il a envie de revenir avec au moins une médaille. Au super-G, il fait deux fautes et est quatrième à un centième de la médaille de bronze, « un écart plus dur à encaisser » qu'en Coupe du monde. La descente se déroule dans des conditions de visibilité changeantes. Cuche, qui descend dans le brouillard, termine 6e à 4 centièmes du podium. Au slalom géant, il décroche la première médaille de sa carrière aux Championnats du monde : le bronze, derrière le Norvégien Aksel Lund Svindal et le Suisse Daniel Albrecht. Il est très heureux et juge cela « tellement inattendu dans cette discipline ».
Les bons résultats en Coupe du monde continuent après les Championnats du monde. Il est 20e et 3e aux descentes de Garmisch-Partenkirchen et 6e au slalom géant de Kranjska Gora. À Kvitfjell, il est 16e du super combiné puis obtient en descente sa seule victoire de la saison. C'est la première victoire depuis janvier 2004 et son globe de descente est alors assuré. Il est ensuite troisième du super-G. Il déclare que « jamais [il] n'aurait pensé être à pareille fête cet hiver ». Il termine à Lenzerheide, où il est 5e en descente, 6e en super-G et 4e en slalom géant. Au classement général de la Coupe du monde, Cuche est troisième avec 1098 points derrière Aksel Lund Svindal et Benjamin Raich. Il remporte le globe de la descente et est 2e en super-G derrière Bode Miller. Ce globe de descente « était son rêve », et il n'arrive pas à croire qu'il l'a fait. Cuche est champion de Suisse en super-G et vice-champion de Suisse en descente à Veysonnaz.
Cuche commence sa saison 2007-2008 par une 8e place au slalom géant de Sölden. À Lake Louise, il est 17e de la descente et 3e du super-G. Il monte à nouveau sur le podium à Beaver Creek où il est troisième en descente et en slalom géant avec respectivement 10 et 11 centièmes de retard sur le vainqueur. À ce moment-là, Cuche est premier du classement général de la Coupe du monde. Il dit qu'il montre enfin de quoi il est capable en géant,. Il est aussi 11e du super-G, puis 17e du slalom géant de Bad Kleinkirchheim en Autriche. À Val Gardena, il monte deux fois sur le podium en deux courses : après une victoire en super-G avec deux centièmes d'avance sur Bode Miller et quatre sur Marco Büchel, il est deuxième de la descente. Il ne se qualifie pas pour la deuxième manche du slalom géant d'Alta Badia, puis est 4e de la descente de Bormio et 12e du slalom géant d'Adelboden. Après une 2e place à la descente de Wengen, il est 3e du super-G et pour la deuxième fois vainqueur de la descente à Kitzbühel. Pour lui, « cela vaut l'or olympique ». Il se classe 2e de la descente de Chamonix, puis 7e en super-G et 2e en slalom géant à Whistler, sur le site des Jeux olympiques d'hiver de 2010 au Canada. À Kvitfjell, il est 6e et 2e des descentes et 3e du super-G. Il termine par une 6e place au slalom géant de Kranjska Gora et une 16e en super-G et 5e en slalom géant à Bormio. Cette 16e place en super-G ne rapporte aucun point et permet à l'Autrichien Hannes Reichelt, qui a 99 points de retard au classement du super-G avant la course, de passer d'un point devant Cuche grâce aux 100 points de la victoire. Cuche est déçu. Après cette saison au cours de laquelle il a douze podiums et deux victoires, il est 3e du classement général de la Coupe du monde avec 1263 points derrière Miller et Raich. Il conserve son globe de descente et est 2e en super-G comme en 2007. Il est aussi 4e en slalom géant. Aux Championnats suisses, il est premier en super-G à Bad Ragaz et troisième en slalom géant à Davos.

##### Globe du géant et champion du monde du super-G
En 2008-2009, Didier Cuche commence bien la saison avec une deuxième place au géant de Sölden derrière son compatriote Daniel Albrecht. À Lake Louise, il n'est que 32e en descente mais termine 3e en super-G. Il est ensuite 15e en descente et 6e du slalom géant à Beaver Creek. Il est 5e aux slaloms géants de Val-d'Isère et d'Alta Badia et à la descente de Bormio, et se classe autour de la 10e place en super-G et en descente à Val Gardena, au slalom géant d'Adelboden et à la descente de Wengen, remportée par Didier Défago. À Kitzbühel, Cuche est 4e du super-G à quatre centièmes du podium après une grosse faute entre les premiers et deuxièmes temps intermédiaires. Il est également 4e de la descente, à nouveau remportée par Didier Défago.
Cuche participe ensuite aux Championnats du monde à Val d'Isère. Il remporte le super-G disputé le 4 février 2009 sur la face de Bellevarde. Sacré champion du monde pour la première fois de sa carrière, Cuche devance de 99 centièmes l'Italien Peter Fill et d'une seconde et deux centièmes le Norvégien Aksel Lund Svindal. À cette occasion, il devient à 34 ans le plus vieux champion du monde de l'histoire du ski alpin, toutes disciplines confondues,. Trois jours plus tard, il se classe deuxième de la descente derrière le Canadien John Kucera, qui le devance de quatre centièmes de seconde, et devant un autre Suisse, Carlo Janka. Il déclare qu'il n'a « pas perdu la médaille d'or », mais « gagné la médaille d'argent ». Quatrième après la première manche du slalom géant, il termine sixième à 1 seconde et 69 centièmes de Janka.
Après les championnats du monde, il obtient sa seule victoire de la saison de Coupe du monde en slalom géant à Sestrières. Cette victoire est la deuxième de sa carrière dans la discipline. Il est ensuite deuxième du slalom géant de Kranjska Gora, et 13e et 15e aux descentes de Kvitfjell. Lors des finales de Coupe du monde à Åre, il obtient une 2e place en descente, une 15e place en super-G et une 3e place en slalom géant. Grâce à ses quatre podiums et à ses sept courses sur huit dans le Top 6, Cuche remporte le globe du slalom géant avec 474 points, et 12 points d'avance sur Benjamin Raich. Il devient le cinquième skieur de l'histoire à obtenir un globe en descente et en géant. Après ses résultats moins bons que lors des saisons précédentes en descente et en super-G, il est 7e dans ces deux disciplines. Au classement général, il est troisième avec 919 points, derrière Raich et Svindal. Cuche est vice-champion suisse de super-G et champion suisse de slalom géant.
En avril 2009, l'entraîneur Patrice Morisod, à qui Cuche « doit beaucoup », démissionne et devient entraîneur de l'équipe française de descente. Cuche travaille depuis avec Roland Platzer,.

##### Troisième globe de descente, mais Jeux ratés

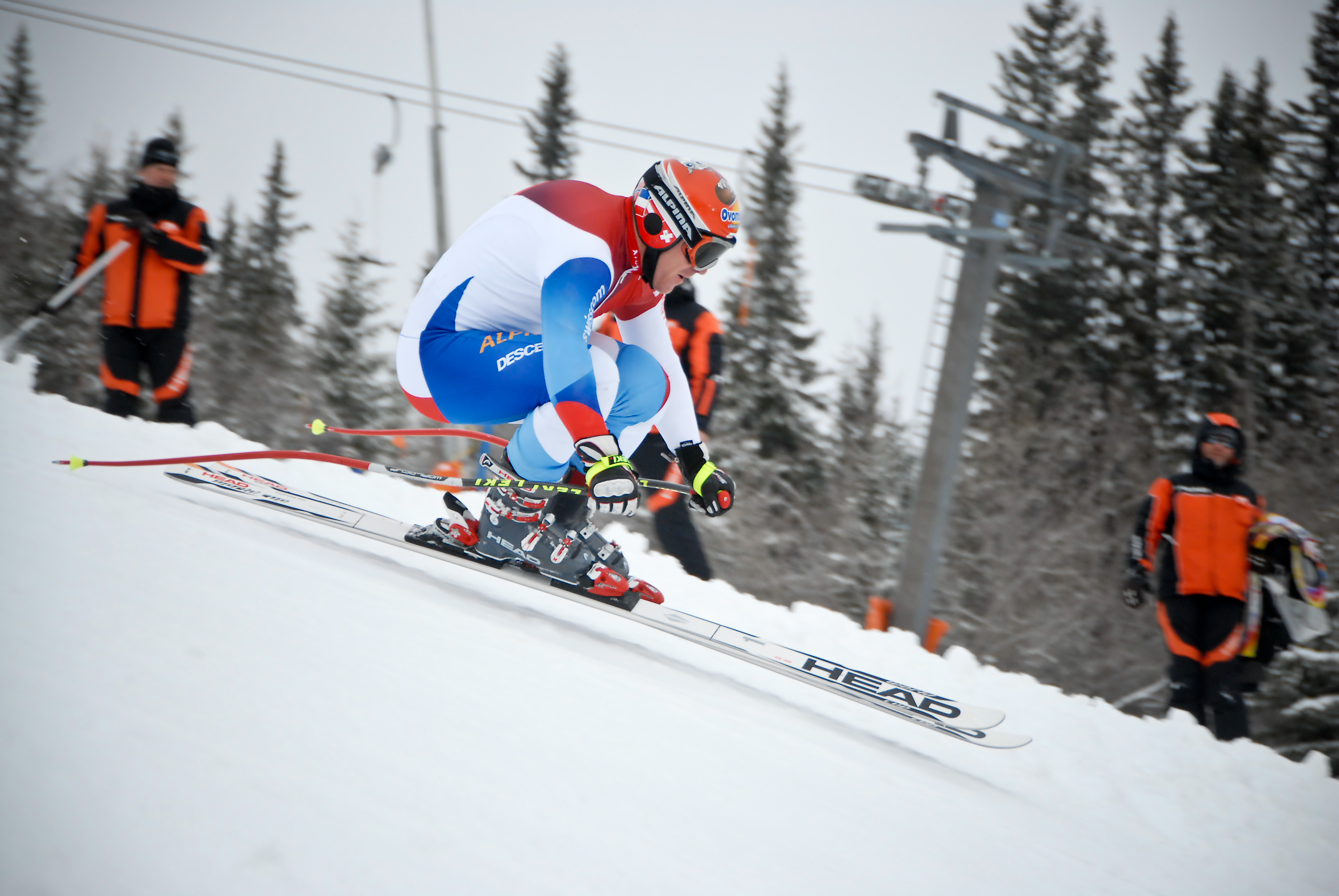
Didier Cuche lors d'un entraînement en mars 2010, en Norvège.

Cuche commence très bien sa saison 2009-2010 : il remporte le slalom géant de Sölden, puis la descente de Lake Louise. À Beaver Creek, il est deuxième de la descente à 2 centièmes de son compatriote Carlo Janka. Ce 51e podium en Coupe du monde lui permet de devenir le deuxième meilleur Suisse de l'histoire, à égalité avec Peter Müller et derrière les 83 podiums de Pirmin Zurbriggen. Il est aussi 7e du slalom géant. Après une 9e place au super-G de Val d'Isère, il déclare forfait pour le slalom géant à cause de douleurs à l'omoplate après une chute à l'entraînement. Le 12 décembre 2009, Didier Cuche est élu sportif suisse de l'année. Il reçoit 31,45 % des voix du public et devance de peu le joueur de tennis Roger Federer.
Cuche est éliminé du super-G de Val Gardena, puis est 10e en descente. Il est aussi 10e du slalom géant d'Alta Badia, puis 5e en descente à Bormio et à Wengen. À Kitzbühel, il remporte le super-G puis s'impose pour la troisième fois sur la Streif en descente. C'est un doublé qui n'a pas été réalisé depuis Stephan Eberharter en 2002. Cuche en est « vraiment très fier ». Il est ensuite 11e de la première manche du slalom géant de Kranjska Gora. Alors qu'il est proche de l'arrivée de la deuxième manche, il percute une porte et tombe. Il souffre d'une fracture de la première phalange du pouce droit, ce qui met en doute sa participation aux Jeux olympiques de Vancouver prévus deux semaines plus tard. Il est opéré avec succès le lendemain à Zurich, ce qui lui permet de reprendre l'entraînement.
Avant les Jeux, Cuche « n'éprouve plus de douleur et commence à pouvoir mieux [se] servir de [son] pouce ». Il vise une médaille. Il est 6e de la descente à 36 centièmes du champion olympique, Didier Défago, ce qui le rend « un peu déçu ». Il est ensuite 10e du super-G. Après une chute à l'entraînement, il prend la 14e place du slalom géant. Cuche estime qu'il a « raté [ses] jeux ».
Après les Jeux olympiques, il remporte la descente de Kvitfjell. Cela lui assure de remporter pour la troisième fois le globe de la discipline, qui lui « fait un bien fou ». Le lendemain, il est disqualifié du super-G. Aux finales de la Coupe du monde, qui ont lieu à Garmisch-Partenkirchen, il est 9e en super-G et 5e en slalom géant. Grâce à de ses bons résultats en descente, quatre podiums dont trois victoires, Cuche prend le globe de la spécialité avec 528 points. Il est 8e en super-G et 9e en slalom géant. Au classement général, il est à nouveau 3e. Il a 952 points et est derrière Carlo Janka et Benjamin Raich. Aux Championnats suisses, il est troisième de la descente.

##### Globes de descentes et de super-G
En 2010-2011, le géant de Sölden est annulé après la première manche, où Cuche était 9e, à cause des conditions météorologiques. À Lake Louise, il termine 9e en descente et 5e en super-G. Il obtient son premier Top 3 de la saison à Beaver Creek, où il est 3e de la descente et 11e du slalom géant. À Val d'Isère, il se fait un tour de reins dans la deuxième manche du géant et termine 29e. Il doit prendre quelques jours de repos. Il est 11e du super-G et 3e de la descente à 10 centièmes de la victoire à Val Gardena. Il est ensuite 4e du slalom géant d'Alta Badia. À Bormio, il fait une grosse erreur alors qu'il est en tête à mi-parcours et termine au 21e rang de la descente. Il est 9e à l'épreuve citadine de Munich, puis 11e au slalom géant d'Adelboden. Il se classe 2e de la descente de Wengen pour la troisième fois de sa carrière, cette fois à 14 centièmes de l'Autrichien Klaus Kröll. Après une quatrième place au super-G, il remporte la descente de Kiztbühel devant l'Américain Bode Miller, avec une avance importante de 98 centièmes de seconde. Après 1998, 2008 et 2010, quand il a effectué le doublé descente-super-G, il s'agit de sa cinquième victoire sur la mythique Streif. En descente, avec quatre succès dans l'une des courses les plus célèbres du circuit mondial du ski alpin, il égale le record de Franz Klammer. Avec la quinzième victoire de sa carrière, il devient le plus vieux vainqueur en coupe du monde à 36 ans et cinq mois. Il remporte la descente de Chamonix avant une 19e place en super-G et une 6e place en slalom géant à Hinterstoder.
Cuche participe aux Championnats du monde à Garmisch-Partenkirchen. Il commence par une 4e place en super-G, puis est deuxième en descente, à 32 centièmes du Canadien Erik Guay. Il est très satisfait de cette quatrième médaille aux Championnats du monde. Après une fracture du pouce gauche apparue lors d'une chute à l'entraînement, il participe au slalom géant. Il réussit une bonne première manche, mais termine au 8e rang.
À Kvitfjell, Cuche est 5e et 7e des descentes. Il reçoit une amende de 5 000 francs pour « conduite antisportive » après une discussion avec le directeur des compétitions masculines de la Coupe du monde, Günter Hujara, à propos d'un saut que Cuche jugeait trop dangereux. Un jour après avoir reçu cette amende, il remporte la descente devant quatre Autrichiens. Après cette amende, c'est la « seule victoire de [sa] carrière [qu'il a] du mal à apprécier ». À Lenzerheide, il annonce qu'il va continuer sa carrière pendant la saison suivante alors qu'il avait longtemps pensé arrêter en 2011. Il gagne le globe de cristal de la descente avec 510 points après sa quatrième place lors de l'épreuve finale de Lenzerheide. Il remporte aussi pour la première fois le globe du Super-G avec 291 points, après l'annulation de la dernière épreuve de la saison. C'est la première fois qu'il gagne deux globes lors de la même saison. Il termine pour la première fois au deuxième rang du classement général, avec 956 points derrière le Croate Ivica Kostelić. Cuche termine sa saison par le titre de champion suisse en descente.

##### Dernière saison
La dernière saison de Didier Cuche commence très bien. Après une élimination en deuxième manche du slalom géant de Sölden, il remporte la descente avec six centièmes d'avance sur le Suisse Beat Feuz et est deuxième du super-G à Lake Louise. À Beaver Creek, il est 9e en descente et en super-G et 12e et 23e en slalom géant. Le 11 décembre 2011, Didier Cuche est élu sportif suisse de l'année pour la deuxième fois après 2009. Il reçoit 27,90 % des voix des téléspectateurs, et devance de peu le fondeur Dario Cologna et le joueur de tennis Roger Federer. Il a des résultats mitigés au super-G de Val Gardena et au géant d'Alta Badia, puis à nouveau au slalom géant d'Adelboden et à la descente à Wengen après une 8e place lors de la descente de Bormio.
Le 14 janvier 2012, lors de l'émission télévisée « SwissAward », Didier Cuche est sacré Suisse de l'année 2011 en remportant 21,86 % des voix des téléspectateurs. C'est un « honneur exceptionnel » pour lui. Cinq jours plus tard à Kitzbühel, il annonce sa retraite pour la fin de la saison. Il a choisi cet endroit car il s'y est « toujours senti chez [lui], c'est sur cette piste [qu'il a] obtenu les plus beaux succès » et il est convaincu d'avoir choisi le bon moment. Le 21 janvier 2012, Didier Cuche remporte sa cinquième descente, raccourcie à cause des conditions météorologiques, sur la Streif à Kitzbühel. Il améliore ainsi son record jusque-là codétenu avec Franz Klammer. Il déclare : « C'est incroyable juste d'y arriver, je ne comprends même pas comment c'est possible, tout le monde l'attendait… ». Une semaine plus tard, il remporte la descente de Garmisch-Partenkirchen. Il est 3e et 7e aux descentes de Chamonix, puis 12e à celle de Sotchi en Russie. Il s'impose ensuite en super-G à Crans-Montana, ce qui constitue la dernière de ses 21 victoires en Coupe du monde. Il est aussi 3e de l'autre super-G et 15e du slalom géant. À Kvitfjell, il est 4e et 6e en super-G, et 10e en descente. Lors des finales de Coupe du monde à Schladming, il est 17e en descente et 9e en super-G. Le 17 mars 2012, il prend part au slalom géant, sa 369e et dernière course de Coupe du monde. Lors de la deuxième manche, il descend avec des skis en bois et des habits des années 1950. À l'arrivée, il réalise son lancé du ski, ovationné par le public. Il déclare qu'il « préfère partir avec des regrets, plutôt qu'en arriver au point où c'est un soulagement ».
Au cours de la saison 2012, il signe 7 podiums, dont 4 victoires (3 descentes et 1 super-G). Ces succès ne lui permettent pas de remporter le globe de cristal de la descente, puisqu'il finit 3e avec 521 points derrière Klaus Kröll et Beat Feuz, ni celui du super-G, où il finit 2e avec 400 points derrière Aksel Lund Svindal. Au classement général, il est 6e avec 982 points.

### Caractéristiques
Au niveau du physique, Didier Cuche n'est pas très grand mais il est musclé. Il mesure 1,74 m et pèse 89 kg. C'est un skieur puissant, très agressif et endurant et il aime les pistes dures et verglacées,,. Il a aussi une bonne technique et fait très attention à sa préparation et à son matériel.

### Équipement
Au début de sa carrière, Didier Cuche utilise des skis de la marque autrichienne Atomic. En 1994, il ressent un manque de soutien de cette marque et choisit des skis de l'entreprise française Salomon. En 2002, il signe un contrat de quatre ans chez Atomic. Cette marque ne souhaite pas renouveler le contrat après ses moins bons résultats en 2006. Cinq entreprises sont intéressées et Didier Cuche choisit la marque autrichienne Head. En 2012 après l'annonce de la fin de sa carrière, Head lui propose 1,2 million de francs, soit deux fois plus que lors des saisons précédentes, pour qu'il continue pendant un an. Cette proposition est refusée. Après la retraite sportive de Cuche, Head est toujours un de ses sponsors.
Les casques de Didier Cuche sont connus. Ils sont dessinés depuis 1995 par le designer André Marty, fondateur de l'association Porte-Bonheur qui soutient des enfants orphelins, et portent depuis 1998 la marque d'Ovomaltine, sponsor de Didier Cuche pendant 14 ans. Pendant les saisons 2008-2009 et 2010-2011, les casques portés pendant les courses sont mis en vente sur un site d'enchères. Ce sont des casques humoristiques représentant la mascotte de Didier Cuche « Spartacuche » avec un symbole du pays dans lequel se déroule la course. L'argent récolté, 50 000 francs en 2008-2009 et 60 000 francs en 2010-2011, est destiné à l'association Porte-Bonheur et à la relève du ski suisse,.

### Après carrière
Après sa retraite sportive, Didier Cuche participe à de nombreux évènements avec ses sponsors. En décembre 2012, alors que les skieurs suisses ont des résultats mitigés depuis le début de la saison, Cuche est engagé par Swiss ski comme conseiller. Il dit qu'il se « réjouit de partager [son] expérience ». Didier Défago, alors 20e et meilleur Suisse au classement de la Coupe du monde, estime que la situation n'est pas mauvaise, plusieurs skieurs revenant de blessure, et que « la chose a été présentée de manière catastrophique par Swiss-Ski ». À partir de février 2013, date des championnats du monde de Schladming, Didier Cuche est consultant pour la chaîne de télévision Eurosport.

#### Sport automobile
À partir de 2013, Didier Cuche participe à quelques courses automobile, notamment la manche de Dijon en Challenge Monoplace V de V.
L'année suivante, il est annoncé dans le baquet de l'Audi R8 LMS de Audi Race Experience pour participer à la cinquième manche des Blancpain Endurance Series : les Blancpain 1000. Il est associé à deux autres pilotes suisses : Rahel Frey et Nico Müller. Mais, à la suite d'une sortie de piste de Rahel Frey en début de course, il ne pilote pas.
Il dispute les 12 Heures d’Abou Dabi 2014 à bord d'une Ferrari 458 Italia GT3 exploitée par la Scuderia Villorba Corse. Accompagné de Christophe Hurni et Cédric Mezard, il termine dix-neuvième au classement général et deuxième de sa catégorie,.

### Vie privée
En octobre 2015, il épouse Manuela Fanconi, dont il a deux enfants, un garçon né en 2015 et une fille née en 2018.
Son neveu, Robin Cuche, est champion de ski hémiplégique. Il a notamment participé aux Jeux paralympiques d'hiver de 2014.

## Palmarès

### Jeux olympiques
Didier Cuche a participé à quatre éditions des Jeux olympiques, entre 1998 et 2010. Il y a obtenu une médaille : l'argent lors du super-G en 1998. Didier Cuche a pris le départ de dix courses, trois descentes, quatre super-G et trois slaloms géants, et en a terminées neuf. Il a été disqualifié du super-G en 2002, car il a manqué une porte peu avant l'arrivée.
| Épreuve / Édition      | Descente | Super-G     | Slalom géant |
| ---------------------- | -------- | ----------- | ------------ |
| JO 1998 Nagano         | 8e       | Argent      | —            |
| JO 2002 Salt Lake City | 14e      | Disqualifié | 10e          |
| JO 2006 Turin          | —        | 12e         | 19e          |
| JO 2010 Vancouver      | 6e       | 10e         | 14e          |

Légende :

 : deuxième place, médaille d'argent

— : Didier Cuche n'a pas participé à cette épreuve

### Championnats du monde
Didier Cuche a participé à six éditions des Championnats du monde entre 1999 et 2011, et il y a pris 17 départs. Il y a remporté quatre médailles : le bronze en slalom géant en 2007, l'argent en descente et l'or en Super-G en 2009 et l'argent en descente en 2011. En 2001, il n'a pas terminé sa descente à cause d'une chute.
| Épreuve / Édition                    | Descente | Super-G | Slalom géant |
| ------------------------------------ | -------- | ------- | ------------ |
| Mondiaux 1999 Vail                   | 14e      | 8e      | —            |
| Mondiaux 2001 Sankt Anton            | Chute    | 5e      | 16e          |
| Mondiaux 2003 Saint-Moritz           | 4e       | 11e     | 12e          |
| Mondiaux 2007 Åre                    | 6e       | 4e      | Bronze       |
| Mondiaux 2009 Val-d'Isère            | Argent   | Or      | 6e           |
| Mondiaux 2011 Garmisch-Partenkirchen | Argent   | 4e      | 8e           |

Légende :

 : première place, médaille d'or

 : deuxième place, médaille d'argent

 : troisième place, médaille de bronze

— : Didier Cuche n'a pas participé à cette épreuve

### Coupe du monde

#### Palmarès
- 6 petits globes de cristal :
  - Vainqueur du classement de la descente en 2007, 2008, 2010 et 2011.
  - Vainqueur du classement du slalom géant en 2009.
  - Vainqueur du classement du Super-G en 2011[157].

#### Classements par épreuve en Coupe du monde
Le meilleur rang de Didier Cuche au classement général de la Coupe du monde est une deuxième place en 2011.
| Saison  | Descente | Descente | Descente | Super-G | Super-G | Super-G  | Slalom géant | Slalom géant | Slalom géant | Combiné | Combiné | Combiné  | Slalom  | Slalom | Slalom   | Général | Général | Général  |
| Saison  | Courses  | Points   | Position | Courses | Points  | Position | Courses      | Points       | Position     | Courses | Points  | Position | Courses | Points | Position | Courses | Points  | Position |
| ------- | -------- | -------- | -------- | ------- | ------- | -------- | ------------ | ------------ | ------------ | ------- | ------- | -------- | ------- | ------ | -------- | ------- | ------- | -------- |
| 1995-96 | 6/9      | 31       | 40e      | 2/7     | 10      | 47e      | 0/9          | –            | -            | 0/2     | -       | -        | 0/9     | -      | -        | 8/36    | 41      | 92e      |
| 1997-98 | 11/11    | 424      | 4e       | 5/5     | 163     | 6e       | 1/9          | -            | -            | 1/2     | 40      | 11e      | 1/9     | -      | -        | 18/37   | 627     | 8e       |
| 1998-99 | 10/10    | 196      | 13e      | 6/6     | 123     | 13e      | 6/8          | 36           | 30e          | 2/2     | 81      | 4e       | 2/9     | -      | -        | 26/35   | 436     | 15e      |
| 1999-00 | 11/11    | 270      | 11e      | 7/7     | 214     | 9e       | 9/9          | 196          | 12e          | 1/2     | 16      | 17e      | 1/11    | -      | -        | 30/40   | 696     | 12e      |
| 2000-01 | 9/9      | 181      | 13e      | 5/5     | 177     | 6e       | 8/9          | 115          | 20e          | 0/1     | -       | -        | 0/9     | -      | -        | 22/33   | 473     | 10e      |
| 2001-02 | 10/10    | 218      | 14e      | 6/6     | 426     | 2e       | 8/8          | 420          | 4e           | 0/2     | -       | -        | 0/9     | -      | -        | 24/35   | 1064    | 3e       |
| 2002-03 | 11/11    | 333      | 9e       | 6/6     | 270     | 3e       | 8/8          | 106          | 20e          | 0/2     | -       | -        | 0/10    | -      | -        | 25/37   | 709     | 5e       |
| 2003-04 | 12/12    | 316      | 9e       | 7/7     | 211     | 10e      | 6/7          | 82           | 24e          | 2/2     | 38      | 10e      | 2/11    | -      | -        | 29/39   | 647     | 13e      |
| 2004-05 | 5/11     | 154      | 21e      | 3/7     | 52      | 27e      | 5/8          | 198          | 11e          | 0/1     | -       | -        | 0/9     | -      | -        | 13/36   | 404     | 17e      |
| 2005-06 | 8/9      | 126      | 18e      | 5/5     | 44      | 28e      | 8/8          | 70           | 24e          | 0/4     | -       | -        | 0/11    | -      | -        | 21/37   | 240     | 34e      |
| 2006-07 | 11/11    | 652      | 1er      | 5/5     | 208     | 2e       | 6/6          | 223          | 7e           | 2/4     | 15      | 34e      | 0/10    | -      | -        | 24/36   | 1098    | 3e       |
| 2007-08 | 9/9      | 584      | 1er      | 7/7     | 340     | 2e       | 8/8          | 293          | 4e           | 5/5     | 46      | 23e      | 1/11    | -      | -        | 30/40   | 1263    | 3e       |
| 2008-09 | 9/9      | 275      | 7e       | 5/5     | 152     | 7e       | 8/8          | 474          | 1er          | 4/4     | 18      | 30e      | 0/10    | -      | -        | 26/36   | 919     | 3e       |
| 2009-10 | 8/8      | 528      | 1er      | 6/6     | 184     | 8e       | 5/7          | 207          | 9e           | 4/4     | 33      | 27e      | 1/9     | -      | -        | 25/34   | 952     | 3e       |
| 2010-11 | 9/9      | 510      | 1er      | 6/6     | 291     | 1er      | 5/6          | 140          | 9e           | 1/4     | -       | -        | 0/10    | -      | -        | 22/36   | 956     | 2e       |
| 2011-12 | 11/11    | 521      | 3e       | 8/8     | 400     | 2e       | 7/9          | 61           | 30e          | 0/4     | -       | -        | 0/11    | -      | -        | 26/44   | 982     | 6e       |

Courses : nombre d'épreuves disputées/nombre total d'épreuves ; Points : nombre de points en Coupe du monde ; Position : classement en Coupe du monde,.

#### Détail des victoires
| Épreuve / Saison | Descente                                     | Super-G         | Slalom géant | Total |
| ---------------- | -------------------------------------------- | --------------- | ------------ | ----- |
| 1997-1998        | Kitzbühel                                    |                 |              | 1     |
| 2001-2002        |                                              | Altenmarkt      | Adelboden    | 2     |
| 2002-2003        |                                              | Beaver Creek    |              | 1     |
| 2003-2004        | Garmisch-Partenkirchen                       |                 |              | 1     |
| 2006-2007        | Kvitfjell                                    |                 |              | 1     |
| 2007-2008        | Kitzbühel                                    | Val Gardena     |              | 2     |
| 2008-2009        |                                              |                 | Sestrières   | 1     |
| 2009-2010        | Lake Louise Kitzbühel Kvitfjell              | Kitzbühel       | Sölden       | 5     |
| 2010-2011        | Kitzbühel Chamonix                           | Kvitfjell       |              | 3     |
| 2011-2012        | Lake Louise Kitzbühel Garmisch-Partenkirchen | Crans-Montana I |              | 4     |
| Total            | 12                                           | 6               | 3            | 21    |

#### Performances générales
Didier Cuche a pris 369 départs en Coupe du monde. Il a remporté 21 courses (soit un pourcentage de victoires de 5,7 %), ce qui le situe à la quinzième place des skieurs les plus victorieux en Coupe du monde, et à la quatrième place suisse derrière les 40 succès de Pirmin Zurbriggen, les 24 succès de Peter Müller et les 23 succès de Michael von Grünigen. Il est monté sur le podium à 67 reprises (soit 18,2 %), ce qui le place au onzième rang mondial et au deuxième rang suisse derrière les 83 podiums de Pirmin Zurbriggen. Il a terminé parmi les trois premiers 32 fois en descente, 23 fois en Super-G et 12 fois en slalom géant, mais jamais en combiné. En slalom, il n'a jamais terminé dans le Top 30 et n'a donc jamais remporté de points. Didier Cuche a terminé 186 fois dans le Top 10 (50,4 %) et 317 fois dans le Top 30 (85,9 %).
| Résultat  | Descente | Super-G | Slalom géant | Combiné | Slalom | Total |
| --------- | -------- | ------- | ------------ | ------- | ------ | ----- |
| 1re place | 12       | 6       | 3            | -       | -      | 21    |
| 2e place  | 16       | 5       | 5            | -       | -      | 26    |
| 3e place  | 4        | 12      | 4            | -       | –      | 20    |
| Top 10    | 80       | 57      | 44           | 4       | -      | 186   |
| Top 30    | 139      | 80      | 83           | 14      | -      | 317   |
| Autres    | 12       | 9       | 15           | 8       | 8      | 52    |
| Départs   | 151      | 89      | 98           | 22      | 8      | 369   |

### Championnats suisses
Didier Cuche a participé pendant 16 saisons aux Championnats de Suisse. Il a été neuf fois champion de Suisse, sept fois vice-champion de Suisse et deux fois troisième.
| Épreuve / Édition                                     | Descente           | Super-G           | Slalom géant       | Slalom |
| ----------------------------------------------------- | ------------------ | ----------------- | ------------------ | ------ |
| Championnats 1995 Bad Ragaz/Flums                     | 11e                | 4e                | Disqualifié        | —      |
| Championnats 1996 Melchsee-Frutt/Engelberg et Verbier | Disqualifié        | 7e                | N'a pas terminé    | —      |
| Championnats 1998 Obersaxen                           | Médaille d'or      | Médaille d'or     | 12e                | 31e    |
| Championnats 1999 Zinal et Melchsee-Frutt             | Médaille d'argent  | N'a pas terminé   | 11e                | —      |
| Championnats 2000 Fiescheralp, Bettmeralp et Elm      | Médaille d'argent  | 5e                | N'a pas terminé    | —      |
| Championnats 2001 Saint-Moritz et Melchsee-Frutt      | 8e                 | 9e                | 16e                | —      |
| Championnats 2002 Visperterminen                      | —                  | —                 | Médaille d'or      | —      |
| Championnats 2003 Verbier                             | Médaille d'argent  | Médaille d'or     | N'a pas terminé    | —      |
| Championnats 2004 Val d'Illiez/Les Crosets            | —                  | Médaille d'argent | 4e                 | —      |
| Championnats 2006 Saint-Moritz                        | Médaille d'or      | Médaille d'argent | 4e                 | —      |
| Championnats 2007 Veysonnaz                           | Médaille d'argent  | Médaille d'or     | N'a pas terminé    | —      |
| Championnats 2008 Bad Ragaz et Davos                  | —                  | Médaille d'or     | Médaille de bronze | —      |
| Championnats 2009 Saint-Moritz                        | —                  | Médaille d'argent | Médaille d'or      | —      |
| Championnats 2010 Stoos                               | Médaille de bronze | —                 | —                  | —      |
| Championnats 2011 Saint-Moritz                        | Médaille d'or      | N'a pas terminé   | —                  | —      |
| Championnats 2012 Veysonnaz                           | —                  | 10e               | 12e                | —      |

Légende :

 : première place, médaille d'or

 : deuxième place, médaille d'argent

 : troisième place, médaille de bronze

— : Didier Cuche n'a pas participé à cette épreuve

### Championnats du monde juniors
Didier Cuche a participé à une édition des Championnats du monde. Il a disputé deux épreuves.
| Épreuve / Édition           | Descente | Super-G |
| --------------------------- | -------- | ------- |
| Mondiaux 1993 Montecampione | 12e      | 35e     |